# Mi madre
Mi madre (en francés Ma mère) es una película franco-austro-portuguesa dirigida por Christophe Honoré y estrenada en 2004. Su guion es una adaptación de la novela inacabada homónima de Georges Bataille, que se publicó póstumamente. La cinta se rodó en las islas Canarias.

## Sinopsis
La historia gira en torno al joven y piadoso Pierre (Louis Garrel) que acaba de dejar un internado católico para vivir con sus padres adinerados en su villa de la isla de Gran Canaria. El padre de Pierre (Philipe Duclos) muere, dejando a su madre Hélène (Isabelle Huppert) para cuidarlo. Mientras estaba en un restaurante, su madre le revela que le había sido infiel a su marido muchas veces con su conocimiento y no siente vergüenza por ello. Luego insiste en que su hijo acepte sus formas promiscuas. Poco después de esto, Pierre encuentra un armario lleno de pornografía de su padre. Su reacción es masturbarse furiosamente y luego orinar en las páginas de la revista.
Hélène anima a su desinhibida pareja Réa (Joana Preiss) a tener sexo con Pierre. Lo hace en público en el Centro Comercial Yumbo Centrum de Gran Canaria, un popular complejo comercial y de ocio nocturno. Hélène mira con nostalgia mientras la pareja parcialmente vestida copula con los transeúntes sin objeciones.
Después,
Hélène incluye a su hijo en una orgía con sus amigos, entre ellos Hansi (Emma de Caunes). Después de la orgía, Hélène decide que debe dejar a su hijo para viajar. Mientras se despide de Pierre, ella insinúa que ha ocurrido algo tabú entre ellos y que debe irse para evitar que vuelva a suceder.
Tras la partida de Hélène,
Hansi entra en la vida de Pierre como amigo. Admite haberse hecho amiga de Pierre por el aliento de Hélène, pero niega haber recibido una tarifa de ella. Su amistad florece en un tierno romance y ambos se enamoran. Durante su relación, Hansi revela que ha participado en
sexo masoquista muchas veces como dominatrix con su amiga Loulou (Jean-Baptiste Montagut) como masoquista voluntaria. Añade que Hélène organizó estos encuentros como exhibiciones sexuales para turistas.
Hélène vuelve a casa con Réa. Al llegar, encuentra a su hijo y Hansi socializando en un bar cerca de la villa.
Hélène y Pierre se saludan y conversan mientras se miran a los ojos y Hansi los mira con celos. Hélène invita a su hijo a dormir con ella. El está de acuerdo.
Hélène y Pierre entran en la bodega de la casa. Hélène le pide a su hijo que le corte el abdomen con una navaja mientras se masturba y cuando llega al clímax ella se degüella.
Los paramédicos le quitan el cuerpo. Pierre se despide de su madre antes de la cremación. Entra en la habitación donde ella yace en estado y se masturba exclamando que no quiere morir mientras lo llevan a cabo.

## Reparto
- Isabelle Huppert como Hélène
- Louis Garrel como Pierre, el hijo.
- Emma de Caunes como Hansi.
- Joana Preiss como Réa.
- Jean-Baptiste Montagut como Loulou.
- Dominique Reymond como Marthe.
- Olivier Rabourdin como Robert.
- Philippe Duclos como el padre.
- Pascal Tokatlian como Klaus.
- Théo Hakola como Ian.